# Paraphlepsius obvius
Paraphlepsius obvius är en insektsart som beskrevs av Paul W. Oman 1931. Paraphlepsius obvius ingår i släktet Paraphlepsius och familjen dvärgstritar. Inga underarter finns listade i Catalogue of Life.